# Enrique Tapia Witting
Enrique Edmundo Tapia Witting (Concepción, 11 de enero de 1933-Santiago, 14 de octubre de 2013) fue un abogado, profesor y juez chileno. Fue  presidente de la Corte Suprema de Chile durante el periodo 2006-2008.

## Familia y estudios
Nació en 1933, hijo de Enrique Tapia Cruzat y Elisa Berta Witting.
Tapia estudió Derecho en la Facultad de Ciencias Jurídicas y Sociales de la Universidad de Concepción. Fue ayudante del departamento de Derecho Público mientras estudiaba allí entre los años 1952 y 1956. Se licenció en Ciencias Jurídicas y Sociales en 1958, titulándose como abogado. 
Falleció en octubre de 2013 a los 80 años.

## Carrera judicial
En 1958 ingresó al Poder Judicial para desempeñarse como secretario del Juzgado de Letras de Coronel, pasando luego a ser juez de letras de Yumbel, Coronel, Los Ángeles, y llegando a la Corte de Apelaciones como relator en Chillán. Posteriormente sería Ministro de la Corte de Apelaciones de Temuco y Concepción.
Entre los años 1976 y 1977 se desempeñó como profesor de Derecho procesal en la Pontificia Universidad Católica de Chile Sede Talcahuano. En 1984 fue uno de los fundadores del Instituto Chileno de Derecho Procesal y fue director de este el mismo año hasta 1992.
En 1994 ocuparía el cargo de profesor de Derecho procesal de la Universidad de Concepción. Fue nombrado Profesor Emérito de la Universidad Católica de la Santísima Concepción y  profesor de la cátedra de Derecho Procesal de la Universidad del Desarrollo.
En 1997 es nombrado Ministro de la Corte Suprema de Chile. Fue elegido Presidente de la Corte Suprema, superando a Ricardo Gálvez por 15 votos contra 5. Asumió el 6 de enero de 2006.
Durante su gestión como presidente de la Corte Suprema, debió afrontar las medidas para mejorar la implementación de los tribunales de familia en todo el país e implementar la Reforma Penal Adolescente en todo el país. Asimismo le correspondió implementar las medidas para profundizar la transparencia en el Poder Judicial, labor que fue destacada por Chile Transparente al finalizar como presidente del máximo tribunal.